# Anisopogon parvus
Anisopogon parvus är en tvåvingeart som först beskrevs av Efflatoun 1937.  Anisopogon parvus ingår i släktet Anisopogon och familjen rovflugor. Inga underarter finns listade i Catalogue of Life.